# Asad ibn al-Furat
Asad ibn al-Furāt ibn Sinān (in arabo أبو عبد الله أسد بن الفرات بن سنان‎?; Harran, 759 – Siracusa, 828) è stato un giurista e generale persiano musulmano, che sbarcò in Sicilia per conto degli Aghlabidi.

## Biografia
Nato a Harran (Carre, in Mesopotamia), Asad era di famiglia persiana khorasanica di tradizioni militari, che era immigrata in Ifrīqiya nel 761. Alla vita delle armi e delle battaglie tuttavia il giovane Asad preferì quella degli studi e delle biblioteche.
Nel 788 Asad si recò a Medina, dove il giurista Mālik ibn Anas raccoglieva le tradizioni giuridiche della città in cui s'era prima che altrove affermato l'Islam e in cui era vissuto il profeta Muhammad fin dall'Egira fino alla sua morte, convinto che proprio lì l'originario spirito e la più corretta interpretazione giuridica si fossero meglio conservati.
Asad si recò poi in Iraq a studiare presso il primo costitutore di madhhab, il grande Abū Ḥanīfa al-Nuʿmān, e perfezionò colà la sua già ottima preparazione. Questo gli permise di redigere un testo di diritto, la cosiddetta Asadiyya, che fu forse il più importante trattato malikita, sopravanzato soltanto dalla Muwattāʾ dello stesso Mālik, e che è rimasto comunque importante testo di studio per quella scuola giuridica.
In Ifrīqiya la fama di Asad divenne sempre più grande e fu per questo che egli fu nominato nell'818 dallo stesso emiro Ziyādat Allāh I Qādī di Qayrawān, la capitale aghlabide, nell'attuale Tunisia.
Deciso a organizzare un "jihād marittimo" che potesse aiutarlo a risolvere anche alcuni suoi gravi problemi interni che contrapponevano la componente berbera maggioritaria e quella dei militari arabi, minoritari ma arroganti e prepotenti, l'emiro prescelse Asad perché guidasse lo stuolo armato che s'imbarcò dalla base di Sousse (Susa, nell'attuale Tunisia) nell'827. L'età quasi settuagenaria del comandante non destò alcun commento negativo o sarcastico, anzi non mancarono lodi encomiastiche di chi volle sottolineare che un leone (in Arabo asad), figlio del maggiore dei fiumi, l'Eufrate (in arabo al-Furāt), era il meglio che si potesse trovare per condurre a buon fine l'impresa bellica. D'altra parte, il tentativo di conquista della Sicilia poté prendere spunto dalla richiesta di aiuto che il patrizio Eufemio, turmarca cristiano della flotta bizantina, aveva rivolto all'emiro di Qayrawān. Eufemio mirava a rendere indipendente la Sicilia da Bisanzio, ponendosi a capo di questa nuova realtà politica. L'emiro accolse l'ipotesi di un'alleanza con un cristiano non senza titubanze, ma non è chiaro fino a che punto l'adesione al progetto di Eufemio fosse seria.
Asad ibn al-Furāt conseguì dei successi fin dal momento immediatamente successivo allo sbarco a Mazara del Vallo, contro le forze di difesa bizantine. Colto però dalla dissenteria, Asad morì infatti a Siracusa l'anno successivo al suo arrivo a Mazara (828).
L'esercitò conquistò Palermo solo nell'831 e Messina nell'843 e Siracusa addirittura nell'878. Solo dopo alcuni decenni, tutta l'isola cadde sotto il controllo aghlabide.

La dominazione musulmana dell'isola sarebbe durata circa due secoli, finendo per influenzare quelle successive dei Normanni e degli Svevi.